# Banjar Sari (Ciawi)
Banjar Sari is een bestuurslaag in het regentschap Bogor van de provincie West-Java, Indonesië. Banjar Sari telt 8423 inwoners (volkstelling 2010).